# カウ&チキン
『カウ&チキン』（Cow and Chicken）は、カートゥーン ネットワークで放送されている雌牛（カウ）と鶏（チキン）の兄妹が大騒動を巻き起こすアニメ。1放送につき3本放送し、3本目は『I am ウィーゼル』（I Am Weasel）というイタチのウィーゼルの話を放送するオムニバス式。カートゥーン ネットワーク オリジナルアニメである。
ウィーゼルの話にカウとチキンも出演することがある。カートゥーン ネットワークの各番組の合間の“CARTOON TUNES”にも頻繁に出演する。

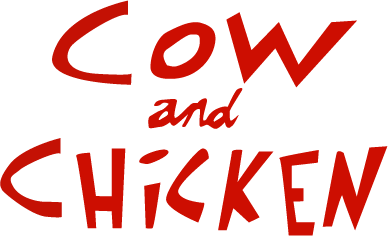
カウ&チキンのタイトルロゴ

## 登場人物

### カウ&チキン
カウ（Cow）
声 - 一龍斎貞友/英 - チャーリー・アドラー
本作の主人公。チキンの妹で、牛の女の子。身長：2m、体重：180kg。ダイナマイトボディと大きな乳が特徴。その大きな乳から出るミルクは非常に美味といわれているが、詳細は不明。快活で誰にでも優しく、非常に甘えん坊で泣き虫。バレエを習っていたり、ぬいぐるみがお気に入りだったりと、年相応の女の子らしい性格。牛だけに体が重く力も強いのだが、女の子らしくないとして密かにコンプレックスを感じており、更に心優しい性格もあってか、どんな状況でも腕力に訴えるようなことはまずしない。しかし、チキンがピンチの時はスーパーカウに変身することもあり、愛用の毛布の力で変身できる。変身中はスペイン語を混ぜた感じで男勝りな喋り方をし、身体能力が上がり空も飛べるようになる他、悪者をぶちのめすことも厭わない。一時、相撲を習っていたことがあった。見た目によらずモテるため、男の子からアプローチされることがある。たまに「モー」と牛の鳴き声を発する。
外伝の『I am ウィーゼル』では、何回かゲスト出演しており、ひそかにウィーゼルに恋をしており、彼が災難に遭う夢を見たり、テレビ画面からパイでウィーゼルを釣ったことがある。
チキン（Chicken）
声 - 山崎たくみ/英 - チャーリー・アドラー
本作のもう1人の主人公。カウの兄で、鶏の男の子。小学5年生。身長：50cm、体重：2kg。最近は、背が低すぎてジェットコースターに乗れない事に悩んでいる。生意気で皮肉屋、神経質。少々お調子者なところがあり、いつも後先考えず行動するために損な役回りを演じることが多い。その性格故にとにかく口が立ち、喧嘩っ早い一面もあるのだが、鶏だけにひ弱で喧嘩はからっきし弱い。カウを馬鹿にしたりツッコミを入れたりしているが、本当は妹思いでカウのピンチの時は体を張ることがある。趣味はテレビを見ること。
カウが捕まった時はスーパーチキンに変身する事もあるが、格好だけで強さは変わらず、役に立たない。だが、魔法の毛布を使った時のトサカレンジャーは圧倒的な強さでレッドガイを倒した。また、口先だけと見られがちだが手品やスケート、手術など多彩な特技を持っている。
パパ（Dad） / ママ（Mom）
声 - 中田雅之/英 - ディー・ブラッドリー・ベイカー、山川亜弥/英 - キャンディ・ミロ
カウとチキンの両親。家族想いの優しい両親なのだが、ジョークやいたずらが大好きで、カウやチキンがその被害に遭うことがある。徹底して体が画面に入るのを避けており、不自然な態勢で足だけを見せたり、物を扱う際にも足を使い、障害物を作って足から上を隠しているが実は映る影で分かるように下半身しかなく、パイロット版「助けてスーパーカウ」や外伝「カウ&チキン消滅の危機」のラストで全身登場した回がある。また、たまに影にも全身見えていることもあった。カウが作った上半身の人形がある。ちなみにパパは会社の社長。あと女の子に受け継がれるはずの時計をなぜかパパが持っていたり、チキンは卵から生まれたり、カウが生まれる時、出産中であるはずのママ、パパと一緒だったりと謎が多い。
フレム（Flem）
声 - 鈴木勝美/英 - ハワード・モリス
チキンのクラスメートで友人。カウ&チキン以外で家族で出ているキャラでメガネとタラコ唇が特徴で少々抜けている。基本的に一人称は僕だがたまに俺ということがある。
アール（Earl）
声 - 岡田貴之/英 - ダン・カステラネタ
チキンのクラスメートで友人。フレムに比べ、大人しい性格で帽子をかぶって歯を矯正している。そのためか悪ガキとしては弱そうに見えるため、カウやチキン達が小さくなっていじめっ子の権限を手に入れた時も周囲から馬鹿にされることも。なぜか彼の両親は登場せず、フレムの家にいる。
レッドガイ（The Red Guy）
声 - 鈴木勝美/英 - チャーリー・アドラー
本作のカートゥーン ネットワーク・ヴィランズ。あらゆる局面で神出鬼没に現れる謎の人物。いつも何かに化けて登場する（と言ってもただ本人がそう名乗っているだけだったり、コスプレをしているだけで、正体はバレバレ）。常にハイテンションで、嫌がらせや悪巧みをしてカウとチキンをピンチに陥れる。その名の通り全身真っ赤、尖った頭と先端が矢じり状になった尻尾が生えており、見るからに悪魔チックだが、誰もその事に触れない。騒動を起こしたり意地悪ばかりするが意外と寂しがり屋。なぜか滅多に本名を名乗らず、基本偽名はパンツやお尻が多いが中盤からが尖った尻尾に因んで「ランス」と名乗ることが多い。たまにぐ二人以上で現れたり羽を生やしたり、カウとチキンの知り合いとして登場したりすることもある（ただし、全員同一人物）。普段は全裸で変装する時ぐらいしか服を着ないが、パンツだけはどんな時でも履かない主義らしい。
ちなみにレッドガイはI am ウィーゼルにも中間から登場してウィーゼルとバブーンをいじわるして酷い目に合わせたり、騙す事もした。
先生（Teacher）
声 - 佐藤ゆうこ/英 - キャンディ・ミロ
カウとチキンが通う学校の先生。豪快でいい加減な性格なため、あまり先生らしくない。口癖は「何となく」。
骨なしチキン（Boneless Chicken）
声 - 荻原秀樹/英 - チャーリー・アドラー
カウとチキンの数多くいる従兄弟の中で登場数が多いキャラクター。その名の通り骨が無いので常に萎びたようになっており、立つ事すら出来ず、移動するときは誰かに運んでもらう。また、強い風が吹くと紙切れのように飛ばされてしまうほど軽い。ジョークのセンスは非常に良いらしく、たまにありえないような実話を話すがほとんどジョークとしかとってもらえない。

### I am ウィーゼル
I・M・ウィーゼル（I. M. Weasel）
声 - 中田雅之/英 - マイケル・ドーン
『I am ウィーゼル』の主人公。天才的な頭脳を持ったイタチ。正義感が強く何でもこなせるので、世間からはヒーローとして注目を集める人気者で、なぜか周囲から世界一のハンサム、女装をしても世界一美しいと言われる。バブーンと一緒にいる事が多い（その理由は昔は親友だったり、助手だったりなど設定が異なる）。ある回ではパイが大好物といっているが本当は卵が好き。怒った時や本気を出す時は、毛皮が破れてマッチョな人間男性のボディが露になり、何故か体格も大きくなる。
初期シリーズは誠実な感じでバブーンに対しても寛大だったが、回を追う事に本来の主役であるカウがいるのに自身を主役だと主張したり、ビキニを着た自分をセクシーと発言したりと、人気者で周りから優遇されているがため、ややナルシストな性格になっている。バブーンを軽蔑したり、立場が逆転して自分が活躍しない内容だと不満に思ったりと、少々我侭な面もある。ウィーゼルはバブーンと一緒にレッドガイと共演しているがレッドガイに酷い目と騙されたり仕返しする事もした。
I・R・バブーン（I. R. Baboon）
声 - 田口昂（1〜26）→長島雄一（27〜52）/英 - チャーリー・アドラー
『I am ウィーゼル』に登場するマントヒヒ。頭が悪く陰険な性格で、更に衛生観念に欠けいつも不潔。ウィーゼルとは対照的にみんなからバカにされている。そのくせ自信家で「やれば何でも出来るだけの能力はある」と思い込んでおり、何かと身の丈に合わないことをしでかし、いつも失敗ばかりしている。しかし、間違いに気づいた時、謝ったりするなど実際はお人良しな一面があるなど、根っからの嫌な奴ではない。
ウィーゼルを一方的に敵視しており、彼の邪魔をしたり、対抗して自分も同じことをやろうとしたりする。しかし、本心ではお互いを大切な存在だと思っている（ウィーゼル同様作品によって関係や設定が異なることもおり、親友の時もあれば宿敵の時もある）。癖は指の臭いを嗅ぐこと。実はウィーゼルが目立っているため、気づかれていないが何度も結婚経験を持っており、母親としての素質があるなど主役として活躍した回もある。後期シリーズでは横柄になっていくウィーゼルとは逆でやや天然気味になっており、自信過剰な面はあまり見せなくなった。後に二人が敵視している理由も明らかになった。バブーンはウィーゼルと一緒にレッドガイと共演しているがレッドガイに酷い目と騙されたり、時折協力して仕返しする事もした。
国内未放送の新シリーズの最終回のラストでは自身も知らない間に元からの野望であったウィーゼルから主役の座を奪い、人気者になっていた。
ルラベル（Loulabelle）
『I am ウィーゼル』でウィーゼルの恋人としてたまに登場する女性。大抵看護師の服装で登場する。

## エピソード
カートゥーン ネットワーク公式サイトより。
| #  | 邦題                                                                     | 原題                                                                               | 備考   |
| -- | ------------------------------------------------------------------------ | ---------------------------------------------------------------------------------- | ------ |
| 1  | 一緒に遊びましょう!/乙女の恋心/パンツで時間旅行                          |                                                                                    | 1998年 |
| 2  | ヒッチハイカーの罠/ままごとベビーシッター/穴を守れ                       |                                                                                    | 1998年 |
| 3  | 親友がほしい/ジャングルでサバイバル/ウィーゼルの改心                     |                                                                                    | 1998年 |
| 4  | あこがれのウインナーアーム軍曹/サウ・アンド・チキン/人類滅亡の危機       |                                                                                    | 1998年 |
| 5  | マイワンダフルドッグ/カウのドリームキャッチャー/デザートアイランド       |                                                                                    | 1998年 |
| 6  | おばあちゃんとお買い物/お風呂なんて大嫌い!/バブーン船長 海を行く         |                                                                                    | 1998年 |
| 7  | 飛行機こわい!/体育の時間/ウィーゼルは吸血鬼                              |                                                                                    | 1998年 |
| 8  | 仮病でサボろう/口笛を吹きたい/すてきなファミリー                         |                                                                                    | 1998年 |
| 9  | カウの生まれた日/孤独なレッド・ガイ/バブーンは詩人                       |                                                                                    | 1998年 |
| 10 | お買い得品には気をつけろ/地球外知的生命体？/木を救おう!                  |                                                                                    | 1998年 |
| 11 | 願い事にご用心/湯けむり健忘症/バブーンの結婚式                           |                                                                                    | 1998年 |
| 12 | 初めてのペット/カウのパイ/私はペット                                     |                                                                                    | 1998年 |
| 13 | ロングホーン教授/魅惑のスケート大会/みんなでカウンセリング               |                                                                                    | 1998年 |
| 14 | チューインガムあざらし“チャチ”/厄介者がやって来た/絶交キャンプ           |                                                                                    | 1999年 |
| 15 | 変なおまわりさん/変なガードマン/役者はつらい                             |                                                                                    | 1999年 |
| 16 | オモチャの大冒険/アイ スクリーム マン/バブーンはローマの剣闘士           |                                                                                    | 1999年 |
| 17 | 戦闘機に乗りたい!/お隣はピエロさん/ウィーゼルの独立戦争                  |                                                                                    | 1999年 |
| 18 | 引越し大騒動/カウのマジック毛布/私は幽霊                                 |                                                                                    | 1999年 |
| 19 | イトコはカタツムリ/ペナルティールーレットを回せ/ビキニで異次元へ!        |                                                                                    | 1999年 |
| 20 | 透明人間カウ/クローゼットの怪物/ウィーゼルはヘアースタイリスト           |                                                                                    | 1999年 |
| 21 | チキンと豆の木/チキンのマジックショー/ウィーゼル船長海を行く!            |                                                                                    | 1999年 |
| 22 | クイコミ少佐/ひとりぼっちのカウ/夢の中へ                                 |                                                                                    | 1999年 |
| 23 | カウの白い馬/レッドガイは使用人?/魔法の手を持つバブーン                  |                                                                                    | 1999年 |
| 24 | わたしキレイ?/ピアノ・レッスン/世にも不思議な競技大会                    |                                                                                    | 1999年 |
| 25 | チキンがアヒルに?/サーカスがやってきた/カウアンドチキン消滅の危機        |                                                                                    | 1999年 |
| 26 | ブルースの王様/カウとチキンのバラード/火を売るバブーン                   |                                                                                    | 1999年 |
| 27 | ペットのフラフィー/笑う水たまり/バブーン・ママ                           |                                                                                    | 2000年 |
| 28 | ようこそ海賊スクールへ!/ハロウィン仮装大作戦/クローン達の世界            |                                                                                    | 2000年 |
| 29 | 歩く舌/チキン 夢のデート/泣き虫症候群                                    |                                                                                    | 2000年 |
| 30 | カウは相撲取り/彗星がやってくる!/まぼろしの足                            |                                                                                    | 2000年 |
| 31 | おもしろニュース番組/サファリでサバイバル/デナイルの女王                 |                                                                                    | 2000年 |
| 32 | チキンのおめでた!?/舞い上がれ骨なしチキン!/バブーンは天才ミュージシャン  |                                                                                    | 2000年 |
| 33 | パパのイスはいいイスだ?/歯並びはキレイに/ウィーゼル達の老後              |                                                                                    | 2000年 |
| 34 | クレジットカードでお買い物/カウの胃袋の旅/カワイイ妖精たちの物語         |                                                                                    | 2000年 |
| 35 | カラテ・チキン/ガーデンセール/氷上の愛                                   |                                                                                    | 2000年 |
| 36 | ビデオ大賞をねらえ!/暗いのコワーイ/我らがヒーローバブーン                |                                                                                    | 2000年 |
| 37 | 整形手術コンテスト/チーズ投げ戦争/カウの世界へようこそ                   |                                                                                    | 2000年 |
| 38 | 子役スターカウ/驚異の無限エネルギー/天才バナナくん（ビデオより）         |                                                                                    | 2000年 |
| 39 | コピー・チキン/眠れない夜/バブーン絶滅の危機!                            |                                                                                    | 2000年 |
| 40 | 楽しい遠足日和/女子トイレに入りたい/橋を造ったのは誰?                    | Field Trip to Folsom Prison / The Girl's Bathroom / This Bridge, Not Weasel Bridge | 2001年 |
| 41 | スーパーモデル カウ/アルバイトしよう!/バブーン太陽へ行く                 | Supermodel Cow / Part Time Job / I.R. on Sun                                       | 2001年 |
| 42 | 生きてこそ!/スーパーカウの正体は?/深海でひと休み                         | Alive! / Who Is Super Cow? / Deep Sea Tour                                         | 2001年 |
| 43 | いい子になろう/妖精さんがやってくる/バブーンは紳士!?                     | Confused / The Molting Fairy / I.R. Gentlemans                                     | 2001年 |
| 44 | みにくいウィンナー その1/バブーンはビッグスター/みにくいウィンナーその後 | The Ugliest Weenie Part One / I Are Big Star / The Ugliest Weenie Epilogue         | 2001年 |
| 45 | 潜水艦でダイビング/カウとチキンのハッピー食堂/臭いは災いのもと           | Crash Dive! / Happy Meat / Power of Odor                                           | 2001年 |
| 46 | いじめっ子を救え!/タイムトリップしよう!/船上のピンポン大会               | School Bully / Time Machine / Ping Pong at Sea                                     | 2001年 |
| 47 | 歯並びはキレイに/メガネで大騒ぎ/バブーンの特効薬                         | Orthodontic Police / The Cow with Four Eyes! / Disease Fiesta                      | 2001年 |
| 48 | カウの思春期/カウはバレリーナ?/バブーンの結婚                            | Cow's Instincts... Don't It? / Ballerina Cow / ?                                   | 2001年 |
| 49 | クーティーに襲われる!?/体験！ゲームの世界/親善大使ウィーゼル             | Chicken's First Kiss / Squirt the Daisies / I Am Ambassador                        | 2001年 |
| 50 | 芝刈りは辛いよ/お人形さんはどこ?/重力の法則                              | Lawnmower Chicken / Cow Loves Piles / Law of Gravity                               | 2001年 |
| 51 | スペースカウ/セイルキャットの伝説/バブーンのクリスマス                   | Space Cow / The Legend of Sailcat / Happy Baboon Holidays                          | 2001年 |
| 52 | ヘッドハンターの村/目指せ!チーズの王様/バブーンは王様                    | Headhunting in Oregon / The King and Queen of Cheese / I. Architect                | 2001年 |

## 未放送エピソード
- 助けてスーパーカウ（No Smoking）
パイロット版。1996年第24回アニー賞短編アニメーション賞（Annie Award for Best Animated Short Subject）受賞作品。
日本では2001年ごろ深夜枠の「デカニメ」内で放映される。
- バッファロー・ギャルズ（Buffalo Gals）
レズビアンを表す隠喩から本国で一度放送されたきり。代わりに「歯並びはキレイに」が放映される。
- I am ウィーゼル（I Am Weasel）
本国で『I am ウィーゼル』のパートがスピンアウトされて単体で放送。その後、『カウ&チキン』ではやらなかったエピソードを新シリーズで制作され、国内では未放送。

## 日本語版スタッフ
- 翻訳 - 村治恵子、矢田恵子、落合和子
- 演出 - 山本正樹
- 調整 - 宮本浩
- 制作担当 - 小野寺徹、森田雄一郎、百武雷太、こさきようへい（※漢字不明）
- プロデューサー - 伊藤文子
- 制作 - カートゥーン ネットワーク、東北新社